# Franz Böhme
Franz Friedrich Böhme (Zeltweg, 15 aprile 1885 – Norimberga, 29 maggio 1947) è stato un generale austriaco che prestò servizio nella Wehrmacht.

## Biografia
Dopo aver servito nell'esercito dell'Impero austro-ungarico durante la prima guerra mondiale diventò un generale della Wehrmacht, plenipotenziario di Hitler nei Balcani e comandante in capo delle forze armate tedesche in Norvegia.
Dopo la fine della guerra venne processato per aver ordinato il massacro di migliaia di civili in Serbia.

### La prima guerra mondiale
Dopo aver combattuto in Galizia orientale, partecipa alle operazioni in Russia e poi in Italia settentrionale e Francia.

### Tra le due guerre
Durante il periodo tra le due guerre, Böhme prestò servizio nell'esercito austriaco. Nel febbraio 1938, a seguito dell'accordo di Berchtesgaden, sostituì Alfred Jansa (favorevole ad una risposta militare ad ogni tentativo di Anschluss) come Capo di Stato maggiore.

### La seconda guerra mondiale
Nominato comandante della 32ª Divisione di Fanteria, nel settembre 1939 prende parte all'invasione della Polonia.
Nel settembre 1941 viene nominato comandante in capo delle forze armate tedesche in Serbia.
Ferito in un incidente aereo nel luglio 1944 viene trasferito al Comando  della Riserva.
Dall'8 gennaio al 7 maggio 1945 sostituisce il generale Lothar Rendulic come comandante in capo delle forze armate tedesche in Norvegia.

### Il processo
Dopo la fine della seconda guerra mondiale venne arrestato e processato per crimini di guerra commessi in Serbia nel 1941.
Quando la sua estradizione verso la Jugoslavia era ormai imminente Böhme si suicidò gettandosi dal quarto piano del carcere dove era recluso. È sepolto a Graz nel cimitero di St. Leonhard-Friedhof.

### Vita privata
Rimasto orfano in giovane età (il padre Ernst Friedrich morì nel 1902 e la madre Maria Ludmilla Stremayr nel 1903), Böhme sposò nel 1929 Romana Maria Hüller von Hüllenried, figlia del generale Karl Rudolf Hüller von Hüllenried.